# Erjavčeva koča na Vršiču

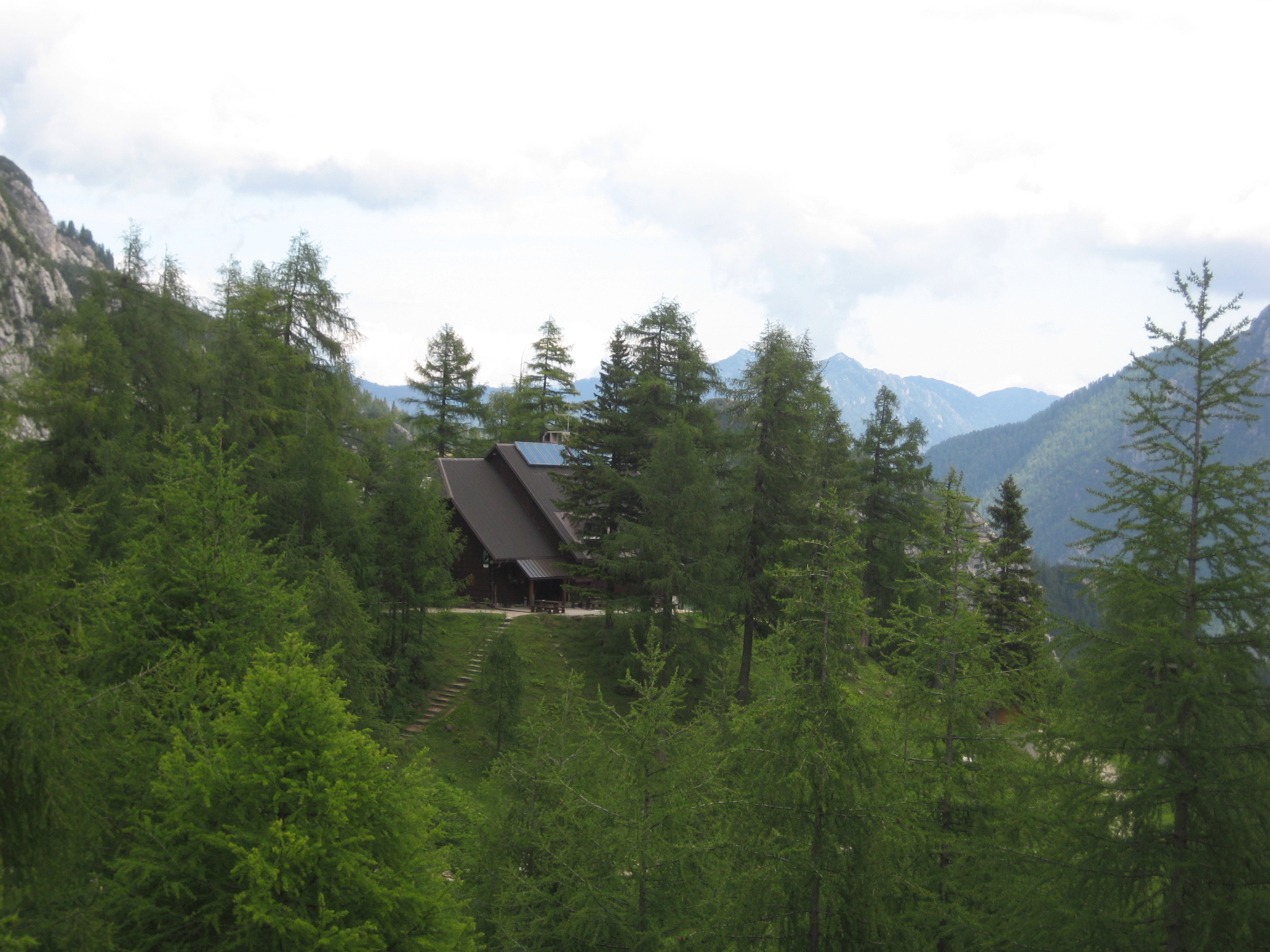
Az Erjavčeva koča - 1515 m

Az Erjavčeva koča na Vršiču  egy 1515 méter magasan levő hegyi ház a Vršič hágónál, Szlovéniában. Egy kis dombon fekszik a vršiči út mellett. Fran Erjavec szlovén író után kapta a nevét. Az eredeti házat 1901. július 14-én nyitotta meg a Német-osztrák Hegyi Társaság Vosshütte név alatt. Az I. világháború után nevezték át mai nevére, egyúttal megnagyobbították majd 1922. július 30-án újból megnyitották. A mostani ház 1993. augusztus 1-én nyílt meg. A Jesenicei Hegymászó Szövetség tartja rendben.

## Története

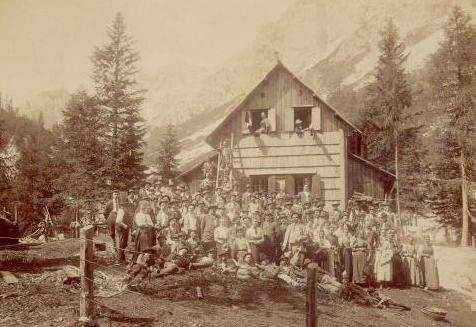
A ház megnyitása 1901-ben

A házat 1901-ben építette fel a Német-osztrák Hegyi Társaság (DÖVA) Vosshütte név alatt, Wilhelm Voss botanikus után. Az első világháború alatt a vršiči út építői használták. A háború után a házat átvette a Szlovéniai Hegymászó Szövetség, amely javításokat végzett rajta majd újból megnyitották 1922-ben.

## Megközelítés
- 11 km az úton Kranjska Gora-ból
- 3,5 óra: Dom v Tamarju (1108 m) felől, a Slemén keresztül
- 1 óra: Koča na Gozdu (1226 m)

## Közeli hegyi házak
- 0.30 h: Poštarski dom na Vršiču
- 0.15 h: Tičarjev dom na Vršiču

## Közeli hegycsúcsok
- Mala Mojstrovka (2332 m, 2.30 h), Velika Mojstrovka (2366 m, 3 h), Travnik (2379 m, 4.30 h)
- 4.30 h: Prisojnik (2547 m), a Kopiščar-úton
- 1.30 h: Slemenova špica (1911 m)